# ديفيد إسترادا
ديفيد إسترادا (بالإنجليزية: David Estrada)‏ (19 ديسمبر 1978 بشيكاغو في الولايات المتحدة - ) هو ملاكم أمريكي.

## روابط خارجية
- ديفيد إسترادا على موقع بوكس ريك (الإنجليزية) (registration required)